# Нижняя Богатырка
Ни́жняя Богаты́рка (удм. Утэм) — деревня в Глазовском районе Удмуртии, в составе Верхнебогатырского сельского поселения. Расположена на холме на крутом правом берегу реки Чепцы.

## Название и история
Название (дореволюционный вариант — Богатыриха) связано с легендами о богатырях, которые якобы жили в Чепецких городищах, в том числе и в соседнем с деревней. Народная этимология связывает удмуртское название деревни Утэм (букв. «удача, выигрыш») с земельным спором между богатырями из дружины Донды и богатырями Иднакара, сопровождавшимся состязанием в стрельбе из лука на дальность. Стрелы иднакарских богатырей долетели лишь до современного Глазова, воткнувшись в землю и образовав «Вшивую горку». Стрелы же дондинских богатырей воткнулись в сосны у стен Иднакара. На выигранной земле ими было построено городище Утэмкар — «выигранное городище».
Впервые деревня фиксируется переписью 1615 года — через три века после запустения городищ.

## География
Улицы деревни:
- Заречная
- Изошурская
- Нижнебогатырская

## Население
| 2010 | 2012 |
| ---- | ---- |
| 76   | ↗77  |

Численность постоянного населения деревни составляет 89 человек (2007).